# Amplirhagada napierana
Amplirhagada napierana är en snäckart som beskrevs av Alan Solem 1981. Amplirhagada napierana ingår i släktet Amplirhagada och familjen Camaenidae. Inga underarter finns listade i Catalogue of Life.